# Léon Nisand
Pour les articles homonymes, voir Nisand.
Léon Nisand, né Léon Neugewurtz  le 28 septembre 1923 à Strasbourg, et mort le 6 juin 2014 à Schiltigheim, est un médecin, résistant, philosophe et écrivain français.

## Biographie
Léon Nisand est le fils aîné du couple Ernest et Rose Nisand, commerçants juifs traditionalistes strasbourgeois. Élève du lycée Fustel-de-Coulanges de Strasbourg, il est forcé de fuir sa ville natale à la suite de l’annexion de l’Alsace par l'Allemagne. Il se replie, avec sa famille, à Toulouse, et s’engage en 1942 dans la Résistance active de la région.

### Résistant
À dix neuf ans, dans le cadre du réseau de Résistance des Éclaireurs israélites de France, La Sixième, il participe comme « planqueur » à la mise à l’abri d’une centaine d’enfants juifs dont les parents sont arrêtés au cours de la rafle du 26 août 1942 qui frappe les Juifs étrangers réfugiés en zone sud.
Nommé aumônier auxiliaire des enfants juifs cachés dans les institutions religieuses, il devient dès le mois de janvier 1943, aumônier des camps d'internements de Juifs de la zone sud-ouest sous le pseudonyme de Léon Descamps. Il rencontre Mgr Saliège, archevêque de Toulouse et de Narbonne, qui le soutient et avec qui il se lie d'amitié.
Léon Nisand prend le maquis au cours de l'année 1943 à Vabre (Tarn) dans la compagnie Marc Haguenau des Maquis de Vabre. Il participe, au sein de la 2e compagnie du Corps Francs de la Libération (CFL) aux côtés de Pierre Dunoyer de Segonzac alias « Commandant Hugues », et à la libération de Castres en août 1944, avant d’aller combattre pour la libération de l’Alsace-Lorraine.
Dans le documentaire d'Ariel Nathan, Le maquis des juifs, il raconte qu'après la reddition des troupes allemandes du train attaqué à Labruguière, il passe devant eux en leur disant en allemand Ich bin jude ! (je suis juif). Unmöglich (impossible), lui répondra un officier décomposé.

### Médecin
Léon Nisand obtient, en 1950, un doctorat en médecine il participe pendant quatre ans à une mission humanitaire dans le jeune État d'Israël. Médecin hématologiste, après avoir intégré la Banque du sang en 1954, il prend la direction entre 1955 et 1965 de plusieurs laboratoires d'analyses médicales à Colmar et Mulhouse. Il prend sa retraite en 1986 à l'âge de 63 ans[réf. souhaitée].
En 1960, il est cofondateur du mouvement pour un Planning familial, dont il devient vice-président, et président du comité d'éthique jusqu'en 1971.

### Activité politique et associative

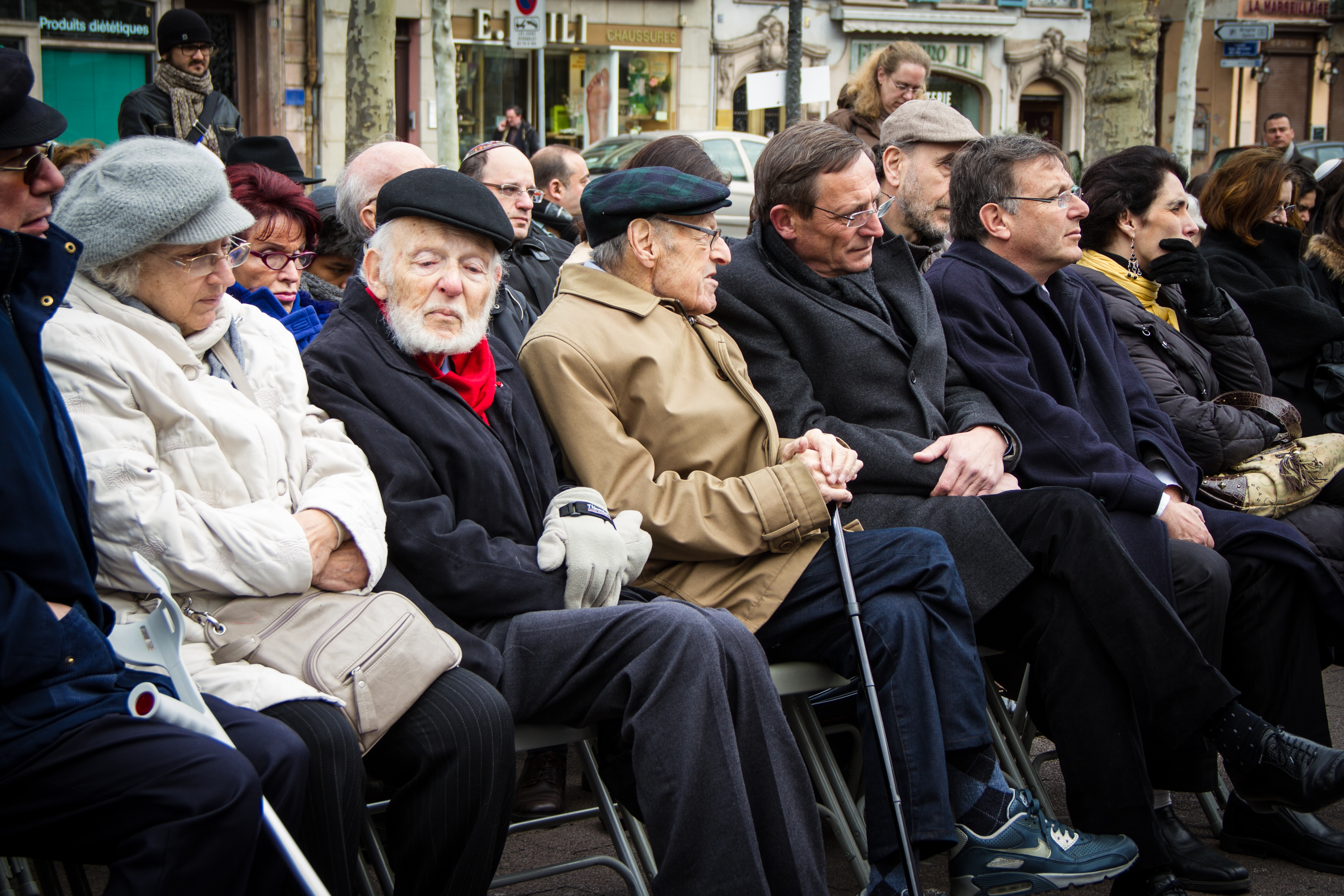
Laurette Nisand, Léon Nisand, Gilbert May, Robert Herrmann et Raphaël Nisand à Strasbourg le 7 avril 2013.

Après avoir pris sa retraite professionnelle, Léon Nisand peut consacrer plus de temps à son activité politique et associative. Adhérent du Parti socialiste, il figure sur la liste emmenée par Jean-Marie Bockel à Mulhouse en 1989 et est élu à sa suite. Désigné conseiller municipal délégué, il préside également l'Office municipal des sociétés patriotiques et des anciens combattants (OMSPAC), dont il reste président-délégué honoraire.
Franc-maçon, il a été grand-maître adjoint de l'ordre maçonnique mixte international « le Droit humain ». Participant à de nombreux travaux de cette organisation, il est également l'auteur de nombreux ouvrages, dont plusieurs dédiés à la franc-maçonnerie et d'une autobiographie intitulée De l'étoile jaune à la résistance armée.
Marié à Andrée Lévy (morte en 1981), puis à Laurette Estène-Lévy, il est le père de cinq fils, dont Israël Nisand, Michaël Nisand, et Raphaël Nisand, ancien maire (PS) de Schiltigheim. Il meurt le 6 juin 2014 à Schiltigheim. Il est inhumé le 8 juin au cimetière israélite de Bischheim.

## Distinctions
- Commandeur de la Légion d'honneur[8]
- Croix de guerre 1939-1945
- Médaille de la Résistance française par décret du 3 août 1946[9].
- Médaille de la Reconnaissance française
- Croix du combattant volontaire de la Résistance

## Œuvres
- Les sens de l'humain, avec Albert Jacquard et Roland Grünberg, Éditions Bibliophane - Detrad, Paris, sans date.  (ISBN 2905319283)
- Fleurs d'humanisme : du jardin sacré aux espaces de liberté, préface d’Albert Jacquard, Éditions Bibliophane - Detrad, Paris, août 1990.  (ISBN 9782905319166)
- Le Temple de cristal, Paris, Éditions Bibliophane - Detrad, novembre 1996  (ISBN 2905319259)
- Célébration humaniste : dix prologues pour concertations loge, Éditions Bibliophane - Detrad, Paris, juillet 2000.  (ISBN 2905319658)
- De l’étoile jaune à la Résistance armée, Safed, Paris, avril 2003.  (ISBN 2914585209)
- Du peuple élu à la judéité humaniste, Safed, Paris, octobre 2004.  (ISBN 2914585500)

### Documentaire
- Le maquis des Juifs, documentaire de Ariel Nathan, 52 min, DeLaProd - Marianne, 2015.